# غالاكسي إكسبرس 999
غالاكسي إكسبرس 999 (بالإنجليزية: Galaxy Express 999)‏ هي سلسلة مانغا يابانية من تأليف ورسم ليجي ماتسوموتو تم تحويل المانغا لعدة أفلام ومسلسلات أنمي.فازت المانغا بجائزة شوغاكوكان للمانغا في فئة الشونن في عام 1978.